# Danh sách bài hát thu âm bởi Dido
Nữ ca sĩ kiêm sáng tác nhạc người Anh Dido đã thu âm các bài hát cho 4 album phòng thu và hợp tác cùng nhiều nghệ sĩ khác trong các bản song ca và các bài nhạc hợp tác trong các album của họ. Sau khi hợp tác cùng anh trai Rollo Armstrong trong album đầu tay thành công của nhóm Faithless, Reverence (1996), cô theo đuổi sự nghiệp đơn ca bằng việc ký hợp đồng cùng Arista Records ngay năm sau đó. Album đầu tay của cô, No Angel được phát hành năm 1999 tại Hoa Kỳ. Sau những thành công không đáng kể, đĩa đơn đầu tiên "Here with Me" được xuất hiện trong loạt phim truyền hình dài tập Roswell, đĩa đơn thứ ba trích từ album, "Thank You" nằm trong phần nhạc phim của Sliding Doors và nằm trong phần nhạc mẫu của bản nhạc ăn khách lúc bấy giờ của rapper Eminem, "Stan". No Angel được tán dương bởi các nhà phê bình âm nhạc, và tiêu thụ hơn 12 triệu bản trên toàn thế giới, cùng chứng nhận 12 đĩa Bạch kim. Album dẫn đầu các bảng xếp hạng âm nhạc tại 13 quốc gia và một trong những trở thành album đầu tay thành công nhất của một nghệ sĩ nữ Anh Quốc.
Năm 2003, Arista Records phát hành album phòng thu thứ hai của Dido, Life for Rent. Đây tiếp tục là một sản phẩm thành công về mặt thương mại, và trở thành album có tốc độ bán nhanh nhất của một nghệ sĩ nữ trong lịch sử Anh Quốc. Đĩa đơn đầu từ album, "White Flag" được đề cử cho Giải Grammy trong hạng mục Trình diễn giọng Pop nữ xuất sắc nhất và giành giải thưởng BRIT Award cho "Đĩa đơn Anh Quốc xuất sắc nhất" và giải Ivor Novello Award cho "Bài hát quốc tế ăn khách của năm".
Trong suốt 5 năm vắng bóng, Dido chuyển đến Los Angeles để sáng tác và thu âm album thứ ba của mình, Safe Trip Home, được phát hành vào năm 2008. Album này là sản phẩm đầu tiên cô hợp tác sản xuất cùng Jon Brion. Đĩa đơn chính thức đầu tiên của album là "Don't Believe in Love". Năm 2010, Dido có hợp tác cùng nhạc sĩ A. R. Rahman và thu âm bài hát "If I Rise" cho bộ phim 127 Hours và nhận được một đề cử cho Giải Oscar trong hạng mục "Bài hát trong phim hay nhất". Dido dự định phát hành album Girl Who Got Away vào năm 2013.

## Danh sách bài hát
| Bài hát đã được phát hành dưới dạng đĩa đơn | Bài hát đã được phát hành dưới dạng đĩa đơn |

| Tựa đề                                  | Nghệ sĩ                                              | Sáng tác                                                      | Album                                    | Năm                | Ghi chú       |
| --------------------------------------- | ---------------------------------------------------- | ------------------------------------------------------------- | ---------------------------------------- | ------------------ | ------------- |
| "7 Seconds"                             | Dido hợp tác cùng Youssou N'Dour                     |                                                               | Live 8                                   | 2005               | [ 22 ] [ 23 ] |
| "A Gift from the Sky"                   | Nyboma Mwan Dido hợp tác cùng Dido                   |                                                               | Ksana                                    | 1995               | [ 24 ]        |
| "Across the View"                       | Dido                                                 |                                                               | Sounds for the Magic Island Ibiza        | 2000               | [ 25 ]        |
| "All I See"                             | Dido                                                 | Dido                                                          | Girl Who Got Away                        | 2013               | [ 26 ]        |
| "All You Want"                          | Dido                                                 | Dido Paul Herman Rollo Armstrong                              | No Angel                                 | 1999               | [ 27 ]        |
| "Are You Ready for Love"                | Nyboma Mwan Dido hợp tác cùng Dido                   |                                                               | Ksana                                    | 1995               | [ 24 ]        |
| "Aurora"                                | Nyboma Mwan Dido hợp tác cùng Dido                   |                                                               | Ksana                                    | 1995               | [ 24 ]        |
| "Blackbird"                             | Dido                                                 | Dido Rollo Armstrong                                          | Girl Who Got Away                        | 2013               | [ 26 ]        |
| "Burnin Love"                           | Dido hợp tác cùng Citizen Cope                       | Dido Clarence Greenwood                                       | Safe Trip Home                           | 2008               | [ 28 ]        |
| "Christmas Day"                         | Dido                                                 | Dido Rollo Armstrong                                          | Platinum Christmas                       | 2000               | [ 29 ]        |
| "Closer"                                | Dido                                                 | Dido Rollo Armstrong Rick Nowels                              | Life for Rent                            | 2003 (bản ẩn danh) | [ 30 ]        |
| "Day Before We Went to War"             | Dido                                                 | Dido Rollo Armstrong Brian Eno                                | Girl Who Got Away                        | 2013               | [ 26 ]        |
| "Do They Know It's Christmas?"          | Dido hợp tác cùng Band Aid 20                        | Bob Geldof Midge Ure                                          |                                          | 2004               | [ 31 ]        |
| "Don't Believe in Love"                 | Dido                                                 | Dido Jon Brion Rollo Armstrong                                | Safe Trip Home                           | 2008               | [ 28 ]        |
| "Don't Leave Home"                      | Dido                                                 | Dido Rollo Armstrong                                          | Life for Rent                            | 2003               | [ 30 ]        |
| "Don't Think of Me"                     | Dido                                                 | Dido Rollo Armstrong Pauline Taylor Paul Herman               | No Angel                                 | 1999               | [ 27 ]        |
| "Do You Have a Little Time"             | Dido                                                 | Dido Rick Nowels Mark Bates                                   | Life for Rent                            | 2003               | [ 30 ]        |
| "Dub Be Good to Me"                     | Dido                                                 | James Harris Terry Lewis                                      | War Child: 1 Love                        | 2000               | [ 32 ]        |
| "End of Night"                          | Dido                                                 | Dido Greg Kurstin                                             | Girl Who Got Away                        | 2013               | [ 26 ]        |
| "Everything to Lose"                    | Dido                                                 | Dido Rollo Armstrong Ayalah Bentovim                          | Girl Who Got Away                        | 2013 Bản bổ sung   | [ 26 ]        |
| "Feelin Good"                           | Faithless hợp tác cùng Dido                          | Dido Sister Bliss Maxi Jazz Rollo Armstrong                   | The Dance                                | 2000               | [ 33 ]        |
| "Feels Like Fire"                       | Santana hợp tác cùng Dido                            | Dido Rollo Armstrong Klaus Derendorf                          | Shaman                                   | 2002               | [ 34 ]        |
| "Fire and Rain"                         | Dido                                                 |                                                               | Sounds Eclectic: The Covers Project      | 2007               | [ 35 ]        |
| "For One Day"                           | Dido                                                 | Dido                                                          | Safe Trip Home                           | 2008               | [ 28 ]        |
| "Girl Who Got Away"                     | Dido                                                 | Dido Rollo Armstrong                                          | Girl Who Got Away                        | 2013               | [ 26 ]        |
| "Go Dreaming"                           | Dido                                                 | Dido Rollo Armstrong Rick Nowels                              | Girl Who Got Away                        | 2013               | [ 26 ]        |
| "Grafton Street"                        | Dido                                                 | Dido Rollo Armstrong Brian Eno                                | Safe Trip Home                           | 2008               | [ 28 ]        |
| "Happy New Year"                        | Dido                                                 | Dido Greg Kurstin Rollo Armstrong                             | Girl Who Got Away                        | 2013               | [ 26 ]        |
| "Here with Me"                          | Dido                                                 | Dido Paul Statham Pascal Gabriel                              | No Angel                                 | 1999               | [ 27 ]        |
| "Honestly OK"                           | Dido                                                 | Dido Matty Benbrook Rollo Armstrong                           | No Angel                                 | 1999               | [ 27 ]        |
| "Hunter"                                | Dido                                                 | Dido Rollo Armstrong                                          | No Angel                                 | 1999               | [ 27 ]        |
| "If I Rise"                             | A. R. Rahman / Dido                                  | A. R. Rahman Dido                                             | 127 Hours: Music from the Motion Picture | 2010               | [ 36 ]        |
| "I Eat Dinner (When the Hunger's Gone)" | Dido / Rufus Wainwright                              | Kate McGarrigle                                               | Bridget Jones: The Edge of Reason        | 2004               | [ 37 ]        |
| "I'm No Angel"                          | Dido                                                 | Dido Paul Statham Pascal Gabriel                              | No Angel                                 | 1999               | [ 27 ]        |
| "In a Deep Sea"                         | Nyboma Mwan Dido hợp tác cùng Dido                   |                                                               | Ksana                                    | 1995               | [ 24 ]        |
| "Isabel"                                | Dido                                                 | Dido Rollo Armstrong                                          | No Angel                                 | 1999               | [ 27 ]        |
| "It Comes and It Goes"                  | Dido                                                 | Dido Jon Brion Rollo Armstrong                                | Safe Trip Home                           | 2008               | [ 28 ]        |
| "Just Say Yes"                          | Dido                                                 | Dido Lester Mendez Rollo Armstrong                            | Girl Who Got Away                        | 2013 Bản bổ sung   | [ 26 ]        |
| "Ksana"                                 | Nyboma Mwan Dido hợp tác cùng Dido                   |                                                               | Ksana                                    | 1995               |               |
| "Last This Day"                         | Faithless hợp tác cùng Dido                          | Dido Rollo Armstrong                                          | To All New Arrivals                      | 2006               | [ 38 ]        |
| "Let Us Move On"                        | Dido hợp tác cùng Kendrick Lamar                     | Dido Rollo Armstrong Jeff Bhasker Kendrick Lamar Pat Reynolds | Girl Who Got Away                        | 2013               | [ 26 ]        |
| "Let's Do the Things We Normally Do"    | Dido                                                 | Dido Jon Brion                                                | Safe Trip Home                           | 2008               | [ 28 ]        |
| "Let's Runaway"                         | Dido                                                 | Dido Greg Kurstin                                             | Girl Who Got Away                        | 2006 Bản bổ sung   | [ 26 ]        |
| "Life for Rent"                         | Dido                                                 | Dido Rollo Armstrong                                          | Life for Rent                            | 2003               | [ 30 ]        |
| "Look No Further"                       | Dido                                                 | Dido Jon Brion Rollo Armstrong                                | Safe Trip Home                           | 2008               | [ 28 ]        |
| "Lost"                                  | Dido                                                 | Dido Jon Brion Matt Chamberlain                               | Girl Who Got Away                        | 2013 Bản bổ sung   | [ 26 ]        |
| "Love to Blame"                         | Dido                                                 | Dido Rollo Armstrong John Harrison Vera Bohl                  | Girl Who Got Away                        | 2013               | [ 26 ]        |
| "Loveless Hearts"                       | Dido                                                 | Dido Rollo Armstrong                                          | Girl Who Got Away                        | 2013               | [ 26 ]        |
| "Mary's In India"                       | Dido                                                 | Dido Rollo Armstrong                                          | Life for Rent                            | 2003               | [ 30 ]        |
| "Me"                                    | Dido                                                 |                                                               | No Angel                                 | 1999 Bản bổ sung   | [ 27 ]        |
| "Mermaid"                               | Nyboma Mwan Dido hợp tác cùng Dido                   |                                                               | Ksana                                    | 1995               | [ 24 ]        |
| "My Love"                               | Dido                                                 | Dido Rollo Armstrong Mark Bates                               | No Angel                                 | 1999               | [ 27 ]        |
| "My Lover's Gone"                       | Dido                                                 | Dido Jamie Catto                                              | No Angel                                 | 1999               | [ 27 ]        |
| "Never Want to Say It's Love"           | Dido                                                 | Dido Jon Brion Rollo Armstrong                                | Safe Trip Home                           | 2008               | [ 28 ]        |
| "No Freedom"                            | Dido                                                 | Dido Rick Nowels                                              | Girl Who Got Away                        | 2013               | [ 26 ]        |
| "North Star"                            | Faithless hợp tác cùng Dido                          | Dido Sister Bliss Maxi Jazz Rollo Armstrong                   | The Dance                                | 2000               | [ 33 ]        |
| "Northern Skies"                        | Dido                                                 | Dido Rollo Armstrong                                          | Safe Trip Home                           | 2008               | [ 28 ]        |
| "One Step Too Far"                      | Faithless hợp tác cùng Dido                          | Dido Sister Bliss Maxi Jazz Rollo Armstrong                   | Outrospective                            | 2002               |               |
| "Paris"                                 | Dido                                                 | Dido Rick Nowels                                              | White Flag/Paris                         | 2003               | [ 39 ]        |
| "People of the World"                   | Nyboma Mwan Dido hợp tác cùng Dido                   |                                                               | Ksana                                    | 1995               | [ 24 ]        |
| "Quiet Times"                           | Dido                                                 | Dido                                                          | Safe Trip Home                           | 2008               | [ 28 ]        |
| "Sand in My Shoes"                      | Dido                                                 | Dido Rick Nowels                                              | Life for Rent                            | 2003               | [ 30 ]        |
| "See the Sun"                           | Dido                                                 | Dido                                                          | Life for Rent                            | 2003               | [ 30 ]        |
| "See You When You're 40"                | Dido                                                 | Dido Aubrey Nunn Rollo Armstrong                              | Life for Rent                            | 2003               | [ 30 ]        |
| "Sing"                                  | Annie Lennox hợp tác cùng Dido và nhiều nghệ sĩ khác | Annie Lennox                                                  | Songs of Mass Destruction                | 2007               | [ 40 ]        |
| "Sitting On the Roof of the World"      | Dido                                                 | Dido Rick Nowels Rollo Armstrong                              | Girl Who Got Away                        | 2013               | [ 26 ]        |
| "Slide"                                 | Dido                                                 | Dido Paul Herman                                              | No Angel                                 | 1999               | [ 27 ]        |
| "Stan"                                  | Eminem hợp tác cùng Dido                             | Dido Paul Herman Eminem                                       | The Marshall Mathers LP                  | 1999               | [ 41 ]        |
| "Stoned"                                | Dido                                                 | Dido Lester Mendez Rollo Armstrong                            | Life for Rent                            | 2003               | [ 30 ]        |
| "Summer"                                | Dido                                                 | Dido                                                          | Safe Trip Home                           | 2008               | [ 28 ]        |
| "Sweet Secret"                          | Nyboma Mwan Dido hợp tác cùng Dido                   |                                                               | Ksana                                    | 1995               | [ 24 ]        |
| "Take My Hand"                          | Dido                                                 | Dido Richard Dekkard                                          | No Angel                                 | 1999               | [ 27 ]        |
| "Thank You"                             | Dido                                                 | Dido Paul Herman                                              | No Angel                                 | 1999               | [ 27 ]        |
| "The Day Before the Day"                | Dido                                                 | Dido Rollo Armstrong                                          | Safe Trip Home                           | 2008               | [ 28 ]        |
| "This Land Is Mine"                     | Dido                                                 | Dido Rick Nowels Rollo Armstrong                              | Life for Rent                            | 2003               | [ 30 ]        |
| "Triangle of Curiosity"                 | Nyboma Mwan Dido hợp tác cùng Dido                   |                                                               | Ksana                                    | 1995               | [ 24 ]        |
| "Us 2 Little Gods"                      | Dido                                                 | Dido Rollo Armstrong Daisy Gough Rick Nowels                  | Safe Trip Home                           | 2008               | [ 28 ]        |
| "White Flag"                            | Dido                                                 | Dido Rick Nowels Rollo Armstrong                              | Life for Rent                            | 2003               | [ 30 ]        |
| "Who Makes You Feel"                    | Dido                                                 | Dido Rollo Armstrong p*nut                                    | Life for Rent                            | 2003               | [ 30 ]        |
| "Worthless"                             | Dido                                                 | Dido Rollo Armstrong Sister Bliss                             | No Angel                                 | 1999 Bản bổ sung   | [ 27 ]        |